# مركز الملك خالد الحضاري
مركز الملك خالد الحضاري هو مجمع حضاري اجتماعي في مدينة بريدة تم إنشاءه ليكون مقراً للمناسبات والمؤتمرات المختلفة، وهو تابعا للشؤون البلدية والقروية، واختار الملك خالد بن عبدالعزيز آل سعود أن يتوسط المركز مدينة بريدة، في أفضل أحيائها وعلى شوارع رئيسية. 

## الفكرة والتأسيس
بعد أن لاحظت الدولة، ممثلة بوزارة الشئون البلدية والقروية حاجة مدينة بريدة لإيجاد مساحة أو ميدان تقام عليه المناسبات العديدة، فقد برزت فكرة إنشاء هذا المركز الحضاري إبان تشريف الملك خالد بن عبدالعزيز آل سعود للمدينة.

## المرافق
مركز الملك خالد الحضاري يتضمن مرافق متعددة، مثل المسرح المغلق، والمسرح المفتوح “المسرح الروماني”، وصالة استقبال رئيسية وصالة طعام وصالة تجهيزات ومستودعات وصالة اجتماعات وحديقة للعائلات.

## الفعاليات والمناسبات
تعقد في المركز الندوات والمحاضرات المختلفة للمدينة، إضافة إلى حفلات التخرج والمهرجانات وغيرها من الملتقيات الاجتماعية المهمة في المدينة.

## وصلات خارجية
- مركز الملك خالد الحضاري
- مركز الملك خالد الحضاري